# Snömannen (film, 1957)
Snömannen (engelska: The Abominable Snowman) är en klassisk brittisk skräckfilm från 1957 regisserad av Val Guest och med Peter Cushing i en av huvudrollerna. Handlingen utspelar sig i Himalaya där en brittisk-amerikansk foskarexpedition är på jakt efter den mytomspunna snömannen.